# Miss Aruba
A Miss Aruba egy évekénti megrendezésű szépségverseny Arubán. 1964-ben rendezték meg először, 1992 óta a Star Promotion Organization szervezi. Győztesei a Miss Universe, Miss World és Miss International versenyeken vesznek részt. Aruba legjobb eredménye egy-egy második helyezés a Miss Universe 1996, a Miss World 2001 és a Miss International 1994 versenyeken.

## Miss Universe
A verseny győztese a Miss Universe versenyen vesz részt. A táblázatban a nemzetközi versenyen elért helyezésük látható.
| Év   | Győztes                          | Helyezés     |
| ---- | -------------------------------- | ------------ |
| 1964 | Lidia Lidwina Henriquez          |              |
| 1965 | Dorinda Croes                    |              |
| 1966 | Sandra Fang                      |              |
| 1967 | Ivonne Maduro                    |              |
| 1968 | Sandra Croes                     |              |
| 1969 | Jeanette Geerman                 |              |
| 1970 | Linda Annette Richmon            |              |
| 1971 | Vicenta Vallita Maduro           |              |
| 1972 | Ivonne Dirksz                    |              |
| 1973 | Monica Ethline Oduber            |              |
| 1974 | Maureen Ava Vieira               | 5. helyezett |
| 1975 | Martica Pamela Brown             |              |
| 1976 | Cynthia Marlene Bruin            |              |
| 1977 | Margaret Eldrid Oduber           |              |
| 1978 | Margarita Marieta Tromp          |              |
| 1979 | Lugina Liliana Margareta Vilchez |              |
| 1980 | Magaly Celestina Maduro          |              |
| 1981 | Synia Reyes                      |              |
| 1982 | Noriza Antonio Helder            |              |
| 1983 | Milva Evertz                     |              |
| 1984 | Jacqueline Deborah van Putten    |              |
| 1985 | Didn’t compete                   |              |
| 1986 | Mildred Jacqueline Semeleer      |              |
| 1987 | —                                |              |
| 1988 | —                                |              |
| 1989 | Karina Felix                     |              |
| 1990 | Gwendolyne Charlotte Kwidama     |              |
| 1991 | —                                |              |
| 1992 | Yerusha Rasmijn                  |              |
| 1993 | Dyane Escalona                   |              |
| 1994 | Alexandra Ochoa Hincapie         |              |
| 1995 | Marie-Denise Herrlein            |              |
| 1996 | Taryn Scheryl Mansell            | 2. helyezett |
| 1997 | Karen-Ann Peterson               |              |
| 1998 | Wendy Lacle                      |              |
| 1999 | Irina Croes                      |              |
| 2000 | Tamara Scaroni                   |              |
| 2001 | Denise Balinge                   |              |
| 2002 | Deyanira Ludwina Frank           |              |
| 2003 | Malayka Rasmijn                  |              |
| 2004 | Zizi Lee                         |              |
| 2005 | Luisana Cicilia                  |              |
| 2006 | Melissa Vanessa Laclé            |              |
| 2007 | Carolina Raven                   |              |
| 2008 | Tracey Nicolaas                  |              |
| 2009 | Dianne Croes                     |              |
| 2010 | Priscilla Lee                    |              |
| 2011 | Gillain Berry                    |              |

## Miss World

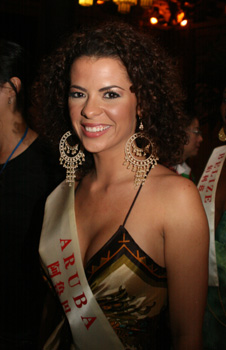
Boyoura Martinj a Miss World 2007 versenyen

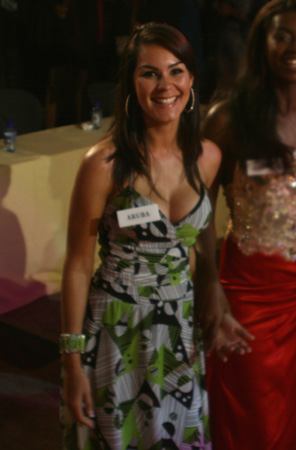
Christina Trejo a Miss World 2008 versenyen

A nemzetközi versenyen vagy a Miss Aruba győztese, vagy valamelyik helyezettje vesz részt.
| Év   | Győztes                          | Helyezés     |
| ---- | -------------------------------- | ------------ |
| 1964 | Regina Croes                     |              |
| 1965 | —                                |              |
| 1966 | Reina Patricia Hernandez         |              |
| 1967 | —                                |              |
| 1968 | —                                |              |
| 1969 | —                                |              |
| 1970 | —                                |              |
| 1971 | —                                |              |
| 1972 | Sandra Werleman                  |              |
| 1973 | Edwina Diaz                      |              |
| 1974 | Esther Angeli Luisa Marugg       |              |
| 1975 | Cynthia Marlene Bruin            |              |
| 1976 | Maureen Wever                    |              |
| 1977 | Helene Marie Croes               |              |
| 1978 | Rose Anne Marie Lejuez           |              |
| 1979 | Vianca Maria Magdalena van Hoek  |              |
| 1980 | Ethline Ambrosia Dekker          |              |
| 1981 | Gerarda Hendrine Jantiene Reopel |              |
| 1982 | Noriza Antonia Helder            |              |
| 1983 | Audrey Bruges                    |              |
| 1984 | Margaret Jane Bislick            |              |
| 1985 | Jacqueline Deborah van Putten    |              |
| 1986 | —                                |              |
| 1987 | —                                |              |
| 1988 | —                                |              |
| 1989 | Delailah Odor-Wever              |              |
| 1990 | Gwendolyne Charlotte Kwidama     | Top 10       |
| 1991 | Sandra Croes                     |              |
| 1992 | Solange Noelle Nicolaas          |              |
| 1993 | Christina van der Berg           |              |
| 1994 | —                                |              |
| 1995 | Tessa Pieterz                    |              |
| 1996 | Afranina Henriques               | Top 10       |
| 1997 | Michella Laclé Croes             |              |
| 1998 | Judelca Shahira Briceno          |              |
| 1999 | Cindy Vanessa Cam Lin Martinus   |              |
| 2000 | Monique Angelique van der Horn   |              |
| 2001 | Zizi Lee                         | 2. helyezett |
| 2002 | Rachelle Oduber                  | Top 20       |
| 2003 | Nathalie Biermans                |              |
| 2004 | Luisana Nikualy Cicilia          |              |
| 2005 | Sarah Carolina Juddan            |              |
| 2006 | Shanandoa Wijshijer              |              |
| 2007 | Boyoura Martijn                  |              |
| 2008 | Christina Trejo                  |              |
| 2009 | Nuraysa Lispier                  |              |
| 2010 | Kimberly del Valle Kuiperi       |              |
| 2011 | Helen Thiel                      |              |
| 2012 |                                  |              |
| 2013 | Larisa Leeuwe                    | Top 20       |

## Miss International
A Miss International versenyen 1994 óta vesz részt Aruba. A legjobb helyezésük abban az évben egy második hely volt.
| Év   | Győztes                        | Helyezés     |
| ---- | ------------------------------ | ------------ |
| 1994 | Alexandra Ochoa Hincapié       | 2. helyezett |
| 1995 | Yolanda Janssen                |              |
| 1996 | Julisa Marie Lampe             |              |
| 1997 | Louisette Mariela Vlinder      |              |
| 1998 | Anushka Sheritsa Lew Jen Tai   |              |
| 1999 | Cindy Vanessa Cam Lin Martinus |              |
| 2000 | Carolina Albertsz              |              |
| 2001 | Daphne Dione Croes             | Top 15       |
| 2002 | Jerianne Tiel                  |              |
| 2003 | Falon Juliana Lopez            |              |
| 2004 | Ysaura Giel                    |              |
| 2005 | Gita van Bochove               |              |
| 2006 | Luizanne "Zenny" Donata        |              |
| 2007 | Jonella Oduber                 |              |
| 2008 | Nuraysa Lispier                |              |
| 2009 | Christina Trejo                |              |
| 2010 | Ivana Werleman                 |              |

## Versenyek
- 2010

A 2010-es versenyt december 4-én rendezték meg a Radisson Aruba Resort&Casinoban.
Győztes: Gillian Berry
Döntősök: Ghislaine Geerman, Alicia Moerma, Helen Thiel, Vivian Chow
Versenyzők: Giselle Fingal, Milouska Solognier, May Leigh Russel, Diandra Seelochan, Shade Cybulkiwiekz, Jesylane Trimon

## Fordítás
- Ez a szócikk részben vagy egészben  a   Miss Aruba című angol Wikipédia-szócikk ezen változatának fordításán alapul.  Az eredeti cikk szerkesztőit annak laptörténete sorolja fel. Ez a jelzés csupán a megfogalmazás eredetét és a szerzői jogokat jelzi, nem szolgál a cikkben szereplő információk forrásmegjelöléseként.